# Kachna filipínská
Kachna filipínská (Anas luzonica) je druh velké kachny z rodu Anas, která se endemicky vyskytuje na Filipínách, kde je známá pod názvem papan.

## Popis
Jedná se o velkou nápadnou kachnu, samice jsou o něco menší než samci, jinak jsou obě pohlaví stejná. Hlava je skořicově hnědá s černou korunkou a černým očním proužkem. Peří na těle, křídlech a ocase je hnědošedé, ale za letu je jasně vidět leskle zelená skvrna na křídlech. Nohy jsou šedavě hnědé. Mláďata jsou olivově hnědá s jasně žlutým obličejem a krkem.

## Rozšíření a výskyt
Vyskytuje se na všech hlavních, a osmi menších filipínských ostrovech. Byli pozorováni i jedinci, kteří se náhodou zatoulali na Okinawu nebo na Tchaj-wan. Obývá sladkovodní i slanovodní stanoviště. Vyskytuje se v močálech, jezerech, mangrovových porostech i na malých lesních potocích, preferuje však mělké sladkovodní bažiny s mokřadní vegetací, která ji poskytuje potravu i úkryt. Vyskytuje se v nadmořské výšce 300–400 metrů.

## Chování
Obvykle se vyskytují ve dvojicích nebo malých skupinách, ale mimo období páření je lze pozorovat i ve velkých hejnech. Nejaktivnější je brzy ráno, pozdě odpoledne a během měsíčných nocí, kdy se krmí ve vodě rostlinami, měkkýši, korýši, rybami, žábami a hmyzem. Někteří zemědělci si stěžovali na škody způsobené touto kachnou na čerstvě osetých polích.
Chovná sezóna začíná v květnu. Kachna filipínská staví hnízdo ukryté v husté vodní vegetaci. Klade obvykle 8–10, někdy i 16 matně bílých vajec, která se inkubují po dobu 25 až 26 dnů.

## Ohrožení a ochrana
V Červeném seznamu IUCN je uvedena jako zranitelná a její počty zřejmě stále klesají. Hlavní hrozbu představuje nadměrný lov, ať už z důvodu získání potravy, nebo sportovní. Před koncem osmdesátých let byly každý rok uloveny tisíce těchto kachen. Nyní je ohrožuje také ztráta přirozeného prostředí kvůli vysoušení mokřadů a vodních ploch místními obyvateli nebo jejich převádění na avakulturu. Dříve praktikované rozsáhlé používání pesticidů na rýžových polích mohlo také ohrozit populace této kachny.
Tento druh se vyskytuje v mnoha chráněných oblastech. Na Filipínách je nezákonný lov všech druhů ptáků, v roce 1972 dokonce místní vláda zcela zakázala střelné zbraně, přesto lov kachen stále pokračuje. Důležitá pro zachování druhu je zejména ochrana místních mokřadů. Byla navržena obnova a ochrana mokřadu Candaba, jehož odvodnění v 90. letech bylo pro populaci kachen filipínských ničivé. V roce 2004 bylo při sčítání asijských vodních ptáků spočteno 4632 jedinců, v roce 2005 už jen 4 428 jedinců. Celková populace pravděpodobně čítá 5 000–10 000 jedinců.